# Pamela Healy
Pamela Katherine Healy (* 24. Juni 1963 in San Francisco) ist eine ehemalige US-amerikanische Seglerin.

## Erfolge
Pamela Healy nahm an den Olympischen Spielen 1992 in Barcelona teil. Gemeinsam mit J. J. Isler gewann sie in der 470er Jolle die Bronzemedaille, als sie die Regatta mit 40,7 Punkten hinter dem spanischen und dem neuseeländischen Boot abschloss. Im Jahr zuvor hatten Healy und Isler die Weltmeisterschaften in Brisbane gewonnen.
Sie ist verheiratet und hat drei Kinder.